# NGC 1013
NGC 1013 is een spiraalvormig sterrenstelsel in het sterrenbeeld Walvis. Het hemelobject werd op 29 september 1886 ontdekt door de Amerikaanse astronoom Lewis A. Swift.

## Synoniemen
- PGC 9966
- MCG -2-7-46
- NPM1G -11.0097